# جورجيا لارا
جورجيا لارا (باليونانية: Γεωργία Λαρά)‏ هي لاعبة كرة الماء يونانية، ولدت في 31 مايو 1980 في أثينا في اليونان.

## وصلات خارجية
- جورجيا لارا على موقع الاتحاد الدولي للسباحة (الإنجليزية)
- جورجيا لارا على موقع اللجنة الأولمبية الدولية (الإنجليزية)
- جورجيا لارا على موقع أوليمبيديا (الإنجليزية)